# Nicodemo (discepolo di Gesù)
Nicodemo fu dottore della Legge, fariseo e membro del Sinedrio. Gli è attribuito dalla tradizione un Vangelo apocrifo.
Nicodemo è ritenuto santo dalla Chiesa cattolica e dalla Chiesa ortodossa; viene festeggiato il 4 agosto. La figura di Nicodemo appare nella raffigurazione del Compianto sul Cristo morto di Giotto nella Cappella degli Scrovegni.
Alcuni studiosi hanno dichiarato la sua possibile identificazione con Nicodemo Ben Gurion, un rabbino ebreo descritto nel Talmud babilonese e nelle guerre Giudaiche come un uomo molto ricco e rispettato dal popolo.
Marginale e meno argomentata è la tesi che, insieme a Giuseppe d'Arimatea, sia stato uno dei custodi del Santo Graal.

## Nel Vangelo secondo Giovanni

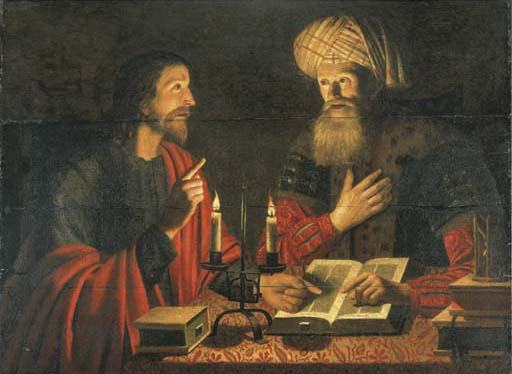
Cristo e Nicodemo in un dipinto di Crijn Volmarijn

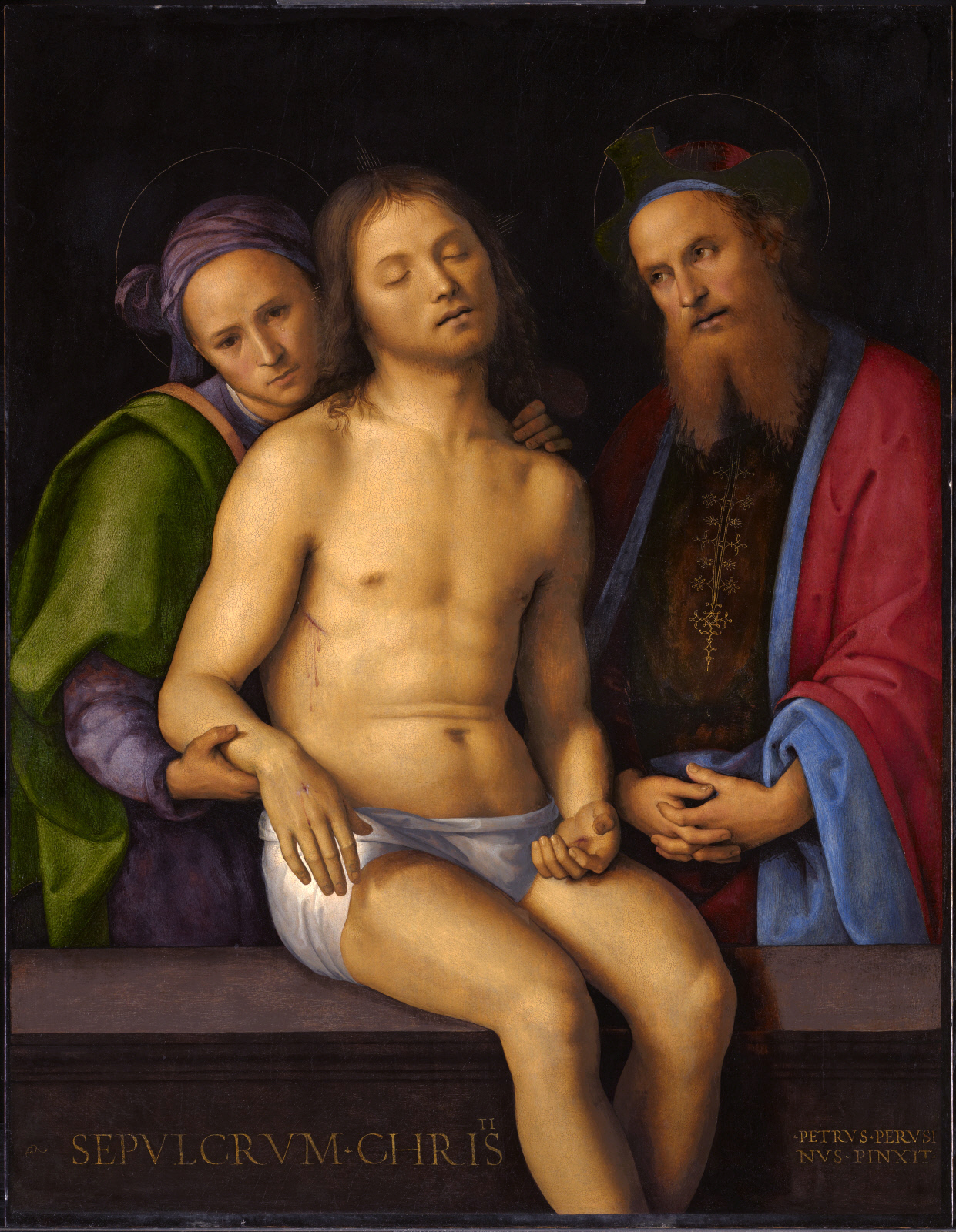
Nicodemo in una Deposizione dipinta del Perugino.

Nicodemo è menzionato solo nel Vangelo secondo Giovanni, in cui compare tre volte:
- ascolta l'insegnamento di Gesù (3,1-21[1])
- interviene in sua difesa quando i Farisei vorrebbero farlo arrestare (7,45-51[2])
- aiuta Giuseppe d'Arimatea a deporre il corpo di Gesù nella tomba (19,39-42[3])

In merito al primo episodio - la conversazione di Gesù con Nicodemo - lo studioso Bart Ehrman ritiene che tale conversazione non può essersi però svolta nel modo descritto, in quanto non avrebbe avuto senso fatta in aramaico, la lingua di Israele di allora, che parlavano i due protagonisti. Questa conversazione, infatti, ha senso solo se viene riportata in greco - la lingua in cui fu scritto il Vangelo secondo Giovanni, composto verso la fine del I secolo - perché si basa sul doppio significato del termine "anothen", che vuol dire sia "di nuovo" sia "dall'alto". Nicodemo, per due volte, attribuisce erroneamente ad "anothen" il significato "di nuovo" (mentre Gesù intendeva "dall'alto") e, in base a questo equivoco, chiede come sia possibile ritornare nel grembo della madre quando si è vecchi per poter nascere di nuovo.
Nell'ultimo episodio troviamo Nicodemo sul Golgota insieme a Giuseppe d'Arimatea, che contribuisce alla Deposizione di Gesù dopo la crocifissione e aiuta a deporne il cadavere nella tomba (Gv 19,39-42). Egli porta "una mistura di mirra e di aloe di circa cento libbre" per la preparazione del corpo di Gesù (Gv 19,39), una grande quantità, pari a circa 30 kg di oggi; in quel tempo la quantità indicata era utilizzata per la sepoltura di un re.
Dal Vangelo secondo Giovanni (19,39-42):
40 Essi dunque presero il corpo di Gesù e lo avvolsero in fasce con gli aromi, secondo il modo di seppellire in uso presso i Giudei. 41 Nel luogo dov'egli era stato crocifisso c'era un giardino, e in quel giardino un sepolcro nuovo, dove nessuno era ancora stato deposto.
42 Là dunque deposero Gesù, a motivo della Preparazione dei Giudei, perché il sepolcro era vicino.»

## Vangelo di Nicodemo
Gli viene attribuito un vangelo apocrifo, il Vangelo di Nicodemo, scritto in greco e risalente orientativamente al II secolo, in cui si parla della deposizione di Gesù e in cui sembra essere rivista la figura e la posizione di Ponzio Pilato, tanto da far considerare tale scritto parte del cosiddetto "Ciclo di Pilato".

## Il crocifisso ligneo e la "leggenda leobiniana"
Una tradizione narra di Nicodemo che si prefisse il compito di riprodurre nel legno l'immagine di Gesù morto sulla Croce, così come egli se lo ricordava. Iniziò il lavoro: utilizzò legno di quercia per la Croce, di cui era composta la Croce di Cristo, e cedro del Libano per l'immagine. Dopo aver scolpito il corpo, si arrestò di fronte alla difficoltà di riprodurre il Volto. Dopo lunga preghiera, cadde addormentato; al suo risveglio ebbe la sorpresa di vedere l'opera compiuta da mano angelica.
Prossimo a morire, Nicodemo affidò l'opera a Isacar, uomo giusto e timorato di Dio. Quest'ultimo, affinché la Croce non divenisse nota ai Giudei, la tenne nascosta. Di generazione in generazione fu segretamente custodita e venerata. Circa seicento anni dopo, nei pressi del luogo dove la Croce era custodita, giunse il Vescovo Gualfredo, al quale apparve in sogno un Angelo che gli svelò la presenza della Croce. Questa visione fu interpretata come la precisa volontà divina: la Croce doveva essere spostata da una terra di infedeli a un luogo dove fosse possibile il culto pubblico.
Croce che, dopo essere stata trasportata alla riva della vicina città di Giaffa, fu collocata su una barca affidata alla Divina Provvidenza perché la facesse giungere in luogo degno. Nella barca furono poste anche due ampolle contenenti il sangue di Cristo raccolto da Giuseppe d'Arimatea con Nicodemo. Dopo un lungo viaggio la barca giunse nei pressi di Luni in provincia della Spezia. Gli abitanti locali tentarono in ogni modo di avvicinarsi alla barca, ma invano: era prodigiosamente sospinta a ogni tentativo di avvicinamento.
A capo della diocesi di Lucca vi era allora un Vescovo noto per aver traslato nella città i corpi di molti santi, al quale apparve in sogno un angelo che gli suggerì di andare a Luni a recuperare la barca ed il suo prezioso carico.
Nel 742, dopo una contesa su chi avesse maggiori diritti di tenere il simulacro si stabilì che ai Lunensi sarebbe andata una delle due ampolle contenenti il sangue di Cristo (ancora oggi conservata e visibile a Sarzana), mentre i Lucchesi avrebbero tenuto la barca, la Santa Croce e l'altra ampolla.
Il crocifisso ligneo è noto anche come Volto Santo.
Un'altra leggenda vuole che il crocifisso sia quello conservato nella chiesa di San Domenico a Trapani, portato nel 1230 dai padri domenicani dalla Palestina.

## Le reliquie e la sepoltura

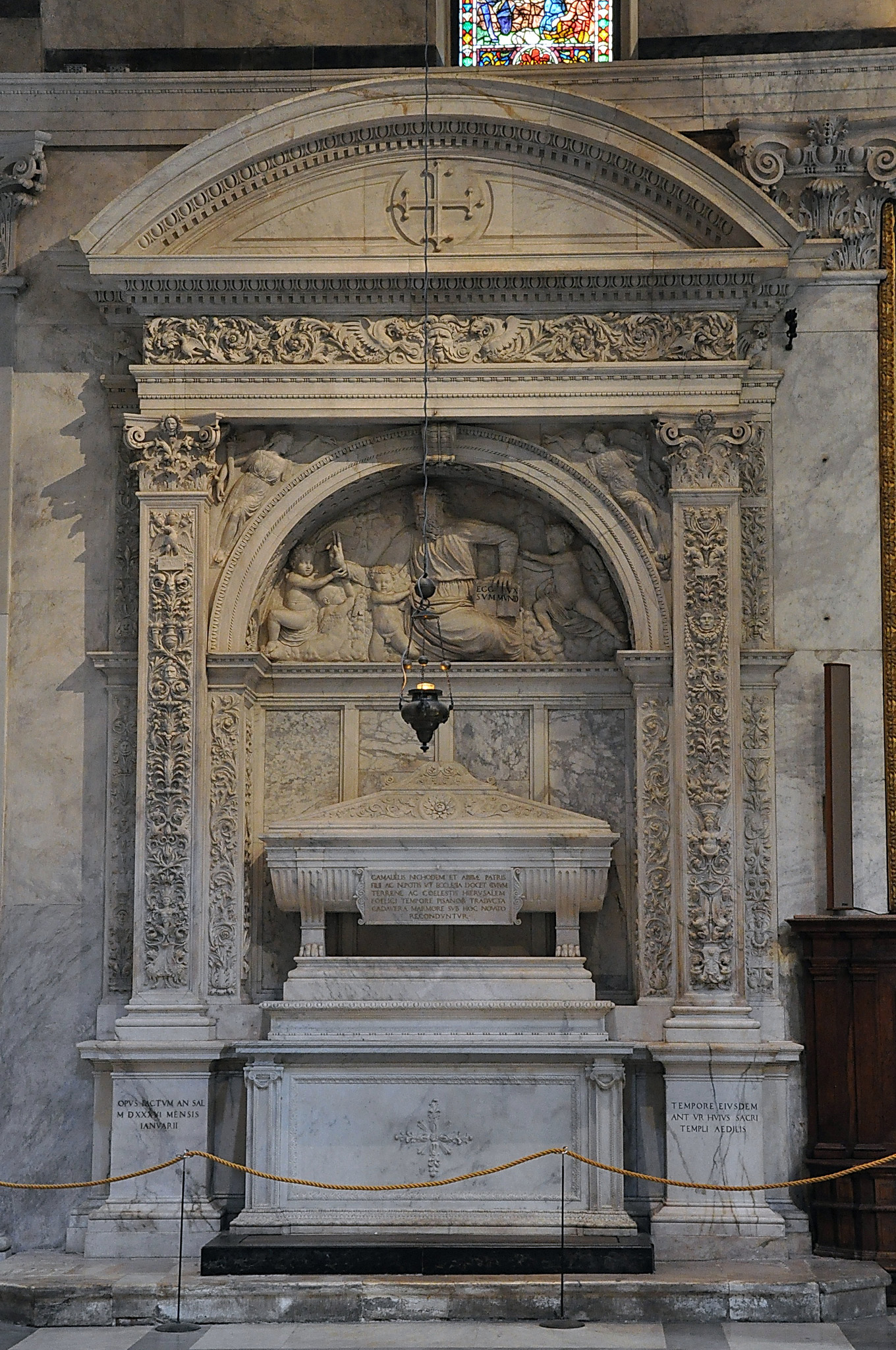
Tomba dei tre santi nel Duomo di Pisa

Secondo il racconto di Luciano, un sacerdote di Kefar-Gamla, questi ebbe in sogno Gamaliele tre volte, il 3, il 10 e il 17 dicembre 415. Il Santo lo invitava a recuperare i resti di Santo Stefano protomartire e dar loro giusta sepoltura. Il corpo di Santo Stefano, infatti, dopo il martirio era stato gettato tra i rifiuti, ma poi recuperato dallo stesso Gamaliele e posto in un sepolcro, dove successivamente vennero sepolti anche Nicodemo, Gamaliele stesso e suo figlio Abibo. Contemporaneamente Gamaliele apparve in sogno anche al monaco Megezio rivelandogli il luogo preciso del sepolcro.
Luciano avvisò il vescovo Giovanni e, infine, il sarcofago, coi nomi ebraici dei quattro santi incisi in greco, fu ritrovato.
Anni dopo, durante le crociate, i resti di Gamaliele, Abibo e Nicodemo furono portati a Pisa ed ebbero degna sepoltura in Duomo.
Dopo l'incendio del 1595 si provvedette a realizzare un nuovo sepolcro, che attualmente si trova nella navata destra della cattedrale di Pisa, a fianco del transetto.
Nel volume "BET GEMAL" di Andrzej Strus si racconta il rinvenimento delle prime dimore dei santi Stefano, Gamaliele, Nicodemo e Abibo, in Terra santa.
Nei Musei Vaticani sono conservate otto tavole di Bernardo Daddi chiamate "Storie di Santo Stefano", una delle quali raffigura il "Ritrovamento dei corpi dei Santi Luciano, Abibo, Nicodemo e Stefano".